# 정성훈 (배우)
정성훈(1984년 ~ )은 대한민국의 배우이자 모델이다.

## 출연작

### 영화
- 《퍼펙트맨》 (2019년) - 형대 조직원 1 역
- 《월하》 (2017년)
- 《야경: 죽음의 택시》 (2017년)
- 《변신 이야기》 (2011년)
- 《바람》 (2009년) - 필립 역

### 드라마
- 《미치지 않고서야》 (2021년, MBC) - 윤기준 역
- 《월계수 양복점 신사들》 (2016년, KBS2) - 친구 역
- 《태양의 후예》 (2016년, KBS2) - 의사 역
- 《가시꽃》 (2013년, JTBC) - 비서 역

### 광고
- 우리투자증권
- 참이슬